# Federação Revolucionária Armênia
A Federação Revolucionária Armênia (português brasileiro) ou Arménia (português europeu) (conhecida pela sigla FRA, em armênio ՀՅԴ, HoHiTa, de Հայ Յեղափոխական Դաշնակցութիւն, transl. Hay Heghapokhakan Dashnaktsutiun ou Hay Heghapokhagan Tashnagtsutiun, ou apenas Դաշնակ, Dashnak ou Tashnag), é um partido político nacionalista e socialista armênio, fundado em Tiflis (atual Tbilisi na Geórgia) em 1890 por Christapor Mikaelian, Stepan Zorian, e Simon Zavarian. O partido opera na Armênia, nos países em que a diáspora armênia se faz presente, notavelmente no Líbano e domina de facto Nagorno Karabakh.
A FRA adota o socialismo e é membro da Internacional Socialista. Seus membros se fazem presentes em partidos políticos da diáspora e possui membros em quase 200 países. Comparados com outros partidos políticos armênios, que tem seus projetos em educação ou projetos humanitários, o Dashnaktsutiun é o mais politizado e tradicionalmente é o baluarte do nacionalismo e orgulho armênio. Os membros do partido são chamados de Dashnaktsagan (no armênio oriental) ou Tashnagtsagan (no armênio ocidental). Entre os membros, uns se chamam pelo nome, de um modo mais formal, e outros se chamam de camaradas (Ընկեր ou Unger para os homens, Ընկերուհի ou Ungerouhi para as mulheres).
A FRA iniciou suas atividades no Império Turco Otomano nos anos de 1890 tentando unificar vários pequenos grupos no Império que desejavam mudanças e reformas, e defendiam vilas armênias de massacres que assolavam armênios em diversas áreas do Império. Membros da FRA formaram as Unidades irregulares armênias, conhecidas como Fedayin, que eram grupos de civis armados que defendiam cidades e povoados armênios de massacres patrocinados pelo Estado. Os dashnaks também trabalharam para criar uma Armênia livre, independente e unificada. Entretanto, eles as vezes organizavam seus objetivos em favor de uma maior aproximação real de sua autonomia reivindicada.
Em 1917, o partido foi fundamental na criação da curta República Democrática da Armênia, até  a anexação pela URSS em 1920. Após isso, as lideranças do partido foram exiladas pelos comunistas, a FRA se estabeleceu nos países da diáspora, onde ajudavam as comunidades armênias a manterem a sua cultura e tradição. Após a queda da URSS, o partido retornou à Armênia, onde tem agora uma importância significante.

## Resultados eleitorais
Armênia

### Presidenciais
| Data | Candidato apoiado  | 1ª Volta         | 1ª Volta         |
| Data | Candidato apoiado  | Votos            | %                |
| ---- | ------------------ | ---------------- | ---------------- |
| 1991 | Sos Sargsyan       | N/D              | 4,3 (3.º)        |
| 1996 | Vazgen Manukyan    | 516 129          | 41,0 (2.º)       |
| 1998 | Robert Kocharyan   | 908 613          | 58,9 (1.º)       |
| 2003 | Robert Kocharyan   | 1 044 591        | 67,4 (1.º)       |
| 2008 | Vahan Hovhannisyan | 100 966          | 6,2 (4.º)        |
| 2013 | Serj Sargsyan      | 861 160          | 58,6 (1.º)       |
| 2018 | Armen Sarkissian   | 90               | 90,0 (1.º)       |
| 2022 | Não Participaram   | Não Participaram | Não Participaram |

### Legislativas
| Data | Votos   | %          | +/-  | Deputados | +/- | Status   |
| ---- | ------- | ---------- | ---- | --------- | --- | -------- |
| 1990 | N/D     | N/D        |      | 12 / 259  |     | Oposição |
| 1995 | N/D     | N/D        |      | 1 / 190   |     | Oposição |
| 1999 | 84 232  | 7,8 (4.º)  |      | 8 / 131   | 7   | Oposição |
| 2003 | 134 849 | 11,5 (4.º) | 4,1  | 11 / 131  | 3   | Oposição |
| 2007 | 177 907 | 13,2 (3.º) | 1,7  | 16 / 131  | 5   | Governo  |
| 2012 | 85 550  | 5,7 (5.º)  | 6,5  | 5 / 131   | 11  | Governo  |
| 2017 | 103 173 | 6,6 (4.º)  | 0,9  | 7 / 105   | 2   | Governo  |
| 2018 | 48 816  | 3,9 (5.º)  | 2,7  | 0 / 132   | 7   | Governo  |
| 2021 | 269 481 | 21,1 (2.º) | 17,2 | 10 / 107  | 10  | Oposição |

Artsaque
| Data | Votos  | %          | +/-  | Deputados | +/- | Status   |
| ---- | ------ | ---------- | ---- | --------- | --- | -------- |
| 2000 | N/D    | N/D        |      | 9 / 33    |     | Oposição |
| 2005 | 9 836  | 16,2 (3.º) |      | 3 / 33    | 6   | Oposição |
| 2010 | 12 725 | 19,1 (3.º) | 2,9  | 6 / 33    | 3   | Oposição |
| 2015 | 12 965 | 18,8 (3.º) | 0,3  | 7 / 33    | 1   | Oposição |
| 2020 | 4 758  | 6,5 (4.º)  | 12,3 | 3 / 33    | 4   | Oposição |